# Onthophagus nagpurensis
Onthophagus nagpurensis är en skalbaggsart som beskrevs av Gilbert John Arrow 1931. Onthophagus nagpurensis ingår i släktet Onthophagus och familjen bladhorningar. Inga underarter finns listade i Catalogue of Life.